# Brigitte Wilhelm

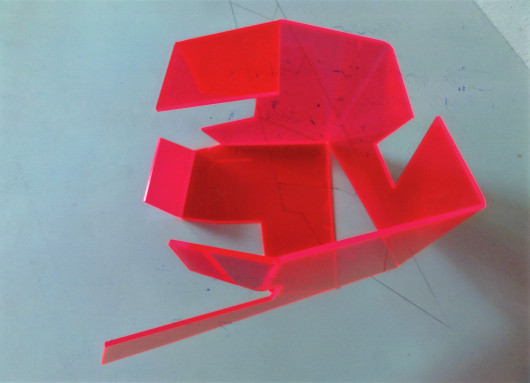
Brigitte Wilhelm Skulptur (Plexiglas)

Brigitte Wilhelm (* 1939 in Heilbronn) ist eine deutsche Bildhauerin und Künstlerin.

## Berufliche Entwicklung
Brigitte Wilhelm studierte von 1959 bis 1965 an der Staatlichen Akademie der Bildenden Künste Stuttgart, von 1961 bis 1965 absolvierte sie dort ein Studium der Bildhauerei bei Otto Baum. Seit 1968 lebt sie in Neresheim als freie Bildhauerin und unterrichtete dort von 1968 bis 2002 Kunst am Gymnasium. Als freie Bildhauerin gestaltet sie Skulpturen in Bronze, Stein und Plexiglas. Zu ihren weiteren künstlerischen Arbeiten zählen Graphische Werke und Installationen. Seit 1978 wurde ihr Werk in zahlreichen Einzel- und Gruppenausstellungen präsentiert. Sie erhielt 2004 den Kunstpreis der Sparkassengalerie Nördlingen.
Brigitte Wilhelm ist seit den 80er Jahren Mitglied einer Künstlergruppe um Oskar Bernhard, Paul Groll, Jörg Kicherer, Hans-Jürgen Kintrup, Wolfgang Mussgnug, Ute Sternbacher-Bohe und Hugo Weihermüller. Außerdem stellte sie mehrfach mit dem Künstler Koichi Nasu aus.
Einige ihrer Werke wurden in öffentliche und private Sammlungen aufgenommen.

## Auszeichnungen
- 2004: Kunstpreis der Sparkassengalerie Nördlingen[3]

## Ausstellungen (Auswahl)
- 1978: Stuttgart, Württembergischer Kunstverein „Sechzehn Künstler“
- 1979: Kirchheim/Bonn/Straßburg, Kunst im Freien
- 1979: Bonn, Straßburg,"25 Jahre Kunst in Baden-Württemberg"
- 1980: Fellbach, Triennale der Kleinplastik
- 1981: Aalen, Rathausgalerie
- 1982: Fellbach, Galerie der Stadt Fellbach
- 1986: Heidenheim, Galerie Zeitlupe (mit Koichi Nasu)
- 1987: Reutlingen, Werkstattgalerie
- 1988: Bad Waldsee, Skulpturensommer
- 1991: Stuttgart, GEDOK-Galerie
- 1991: Stuttgart, Galerie unterm Turm
- 1993: Heidenheim, Galerie Zeitlupe(mit Koichi Nasu)
- 1994: Stuttgart,"Künstler im Rathaus"
- 1995: Aalen, Rathausgalerie, Ausstellung der GEDOK
- 1995: Aalen, Rathausgalerie, "Künstler der Ostalb"
- 1996: Nürtingen, Stadt Nürtingen: Kreuzkirche
- 1996: Nördlingen, Galerie der Sparkasse
- 1996: Neresheim, Rathaus
- 1997: Freiberg, Galerie Gundel
- 1998: Stuttgart, Kunsthaus Schaller
- 2000: Heidenheim, Galerie Zeitlupe (mit Rotraud Hofmann und Gert Riel)
- 2002: Stuttgart, Release Stuttgart[4]
- 2003: Tübingen, Galerie Joho
- 2004: Nördlingen, Sparkassengalerie Nördlingen, "Kunstpreis 2004"
- 2005: Plochingen, Galerie der Stadt
- 2005: Bagnacavallo, Palazzo Vecchio
- 2010: Schwäbisch Gmünd, Gmünder Kunstverein/Galerie im Kornhaus (Schwäbisch Gmünd)
- 2012: Nördlingen, Alte Schranne, „Sie“
- 2012: Schloß Hochstädt
- 2012: Schloß Fachsenfeld
- 2014: Neresheim, Rathaus, "Raum-Bild-Werk"
- 2015: Nördlingen 8. Atelier-Tage Nördlingen
- 2015: Heidenheim, Galerie Zeitlupe
- 2016: Nördlingen, Alte Schranne, „Sie“
- 2018: Nördlingen, Alte Schranne, „S I E – Weibliche Positionen in der Kunst“[5]
- 2024: Dresden, Galerie Adlergasse, „Brigitte Wilhelm – Skulpturen“[6]
- 2024: Berlin, Galerie Copyright, "Brigitte Wilhelm – Arbeiten in Plexiglas"[7]
- 2024–25: Nürtingen, Sammlung Ruoff "Die ins Haus kamen"[8]

## Arbeiten in öffentlichen und privaten Sammlungen
- Regierungspräsidium Stuttgart
- Ministerium für Kultus, Jugend und Sport, Baden-Württemberg
- Sammlung Lütze, Stuttgart
- Sammlung Ruoff, Nürtingen